# En attendant les barbares (galerie d'art)
 (octobre 2024).
Si vous disposez d'ouvrages ou d'articles de référence ou si vous connaissez des sites web de qualité traitant du thème abordé ici, merci de compléter l'article en donnant les références utiles à sa vérifiabilité et en les liant à la section « Notes et références ».
Pour les articles homonymes, voir En attendant les barbares (film) et En attendant les barbares (Coetzee).
En Attendant les Barbares est une galerie d'arts décoratifs située près du Musée Maillol à Paris.

## Description
Fondée en 1984 par Agnès Kentish et Frédéric de Luca, la galerie édite et expose les créations originales de designers contemporains, notamment Elizabeth Garouste, Mattia Bonetti et Eric Schmitt,.
Dans un style à contre courant du style en vigueur dans les années 80, la galerie impose alors une nouvelle démarche artistique, fondée sur la réalisation de ses pièces par des artisans d'art de haut niveau, comme Pierre Basse, qui fut le ferronnier de Diego Giacometti ou la fonderie Bocquel, fondeur de César et d'Arman.